# Municipio de Lenox (Illinois)
El municipio de Lenox (en inglés: Lenox Township) es un municipio ubicado en el condado de Warren en el estado estadounidense de Illinois. En el año 2010 tenía una población de 280 habitantes y una densidad poblacional de 2,97 personas por km².

## Geografía
Según la Oficina del Censo de los Estados Unidos, el municipio tiene una superficie total de 94.27 km², de la cual 94,26 km² corresponden a tierra firme y (0 %) 0 km² es agua.

## Demografía
Según el censo de 2010, había 280 personas residiendo en el municipio de Lenox. La densidad de población era de 2,97 hab./km². De los 280 habitantes, el municipio de Lenox estaba compuesto por el 97,14 % blancos, el 0,36 % eran afroamericanos, el 0,36 % eran amerindios, el 0,71 % eran asiáticos, el 0,36 % eran de otras razas y el 1,07 % eran de una mezcla de razas. Del total de la población el 0,36 % eran hispanos o latinos de cualquier raza.